# Gampsocera jacobsoni
Gampsocera jacobsoni är en tvåvingeart som beskrevs av Becker 1911. Gampsocera jacobsoni ingår i släktet Gampsocera och familjen fritflugor. Inga underarter finns listade i Catalogue of Life.